# باشمرة (أعزاز)
باشمرة  قرية سوريّة تتبع إداريّاً لمحافظة حلب منطقة أعزاز ناحية نبل، بلغ تعداد سكانها 592 نسمة حسب التعداد السكاني لعام 2004.